# 1086 Nata
1086 Nata è un asteroide della fascia principale del diametro medio di circa 66,27 km. Scoperto nel 1927, presenta un'orbita caratterizzata da un semiasse maggiore pari a 3,1625277 UA e da un'eccentricità di 0,0558582, inclinata di 8,34663° rispetto all'eclittica.
Il suo nome è in onore della paracadutista sovietica Nata Babuškina.